# Malick Diop (homme politique)
Pour les articles homonymes, voir Malick Diop et Diop.
 (juillet 2022).
Malick Diop, né le 16 avril 1971 à Dakar, est un homme politique sénégalais, député et vice-Président de l’Assemblée nationale du Sénégal le 12 septembre 2022. 

## Biographie

### Éducation et formation
Malick obtient en 1990 un baccalauréat au lycée français René Descartes, Académie de Bordeaux. Il est titulaire d’un doctorat d’État en Pharmacie (option Industrie) obtenu en 1998; d’un D.E.S.S en Administration des Entreprises à la Faculté des Sciences Economiques; de Gestion (FASEG) de l’Institut de Formation en Administration et Création d’Entreprises (IFACE) de l’Université Cheikh-Anta-Diop de Dakar (UCAD); d’une Maîtrise en Administration Publique, profil pour gestionnaires à l’École Nationale d’Administration Publique de Montréal (ENAP), Canada de 2016 à 2017.

### Carrière
De 1998 à 2003, il occupe les fonctions de responsable national, chargé de la promotion et de la formation, et directeur régional adjoint des laboratoires pharmaceutiques Jansen Cilag, filiale de Johnson and Johnson International.
En 2004, il devient consultant expert en formation des représentants commerciaux en pharmacie.
De 2004 au 21 février 2013, il est pharmacien gérant de la Pharmacie Renaissance.
En 2010, il est lauréat du programme pour l’éthique dans le leadership des grands décideurs de la fondation Phelps Stokes de Washington DC, validé par le département d’État américain. 
En février 2013, il est nommé par décret présidentiel directeur général de l’agence sénégalaise de promotion des exportations (ASEPEX),,,.
Depuis octobre 2017, il est élu président du Réseau des Organismes de Promotion du Commerce des pays francophones membres de l’Organisation de la coopération Islamique (OCI). En mai 2020, il est lauréat du Prix Africain de Développement décerné par la Fondation 225.
Depuis octobre 2020, il est élu vice-président de la Commission Exécutive du Bureau International des Expositions (BIE).
De 2009 à 2015, il est membre des conseils d’administration des hôpitaux de niveau 3 notamment le centre hospitalier universitaire de Fann, l'hôpital des enfants Albert Royer, l'hôpital Youssou Mbargane de Rufisque et l'hôpital psychiatrique roi Baudoin de Guédiawaye. Sa gestion à cette fonction lui a valu la distinction du prix Ragné du Meilleur Maire du Sénégal, pour l’année 2014
Il organise pour le compte du Sénégal plusieurs expositions universelles et internationales. Ainsi, il a été nommé dans le cadre de l’Exposition Horticole Antalya 2016, commissaire général du Sénégal et vice-président du Steering Committee.

### Vie politique
Malick rejoint le parti Alliance des Forces de Progrès (AFP) de Moustapha Niasse à sa création. Membre du bureau politique, il est porte-parole de l’AFP et secrétaire général du Département de Dakar. 
En février 2009, il se présente aux élections municipales sur la bannière de l’opposition et est élu Maire de la commune de Fann-Point E Amitié, siège politique du Président Abdoulaye Wade et de son fils Karim Wade qu’il bat dans les 25 bureaux de votes de la circonscription. Il est maire de cette commune de 2009 à 2014. En 2014, il observe le refus de l'alliance avec son camarade de parti Karim Fofana.
Pendant la même période, il est élu adjoint au maire de la Ville de Dakar, secrétaire national chargé de la santé et de l’assainissement. Il occupe également la fonction de vice-président du conseil d’administration de l’hôpital Abass Ndao de Dakar. Lors des législatives de 2022, il devient député et vice-président de l'Assemblée Nationale du Sénégal le 12 septembre.
En 2012, la coalition BBY accède au pouvoir, à travers le Président Macky Sall. Il en devient le porte-parole.

### Vie sportive
Malick est ceinture noire de Shuaijiao Shou Bo, Kung Fu et boxe chinoise.
Il est vice-président de la fédération internationale de Shou Bo (FISB).
En 2010, il est médaillé de Bronze en boxe chinoise au championnat du monde à Paris.